# Carlo Augusto di Sales
Carlo Augusto di Sales (Castello di Thorens, 1º gennaio 1606 – Annecy, 8 febbraio 1660) è stato un vescovo cattolico francese.

## Biografia
Era figlio del conte Louis de Sales, fratello minore di san Francesco, e di sua moglie Philiberte de Pingon.
Fu avviato alla carriera ecclesiastica. Studiò presso i barnabiti del collegio Chappuisien di Annecy e poi presso i gesuiti di Lione: fu ordinato prete nel 1631.
Fu parroco di Corsier, preposito del capitolo cattedrale di Ginevra e vicario generale di quella diocesi. Fu anche decano della chiesa di Notre-Dame-de-Liesse, ad Annecy.
Lasciate tutte le sue cariche, trascorse un periodo in eremitaggio a Boëge e nel 1636 fu nominato vicario generale della diocesi di Tarantasia.
Il 19 dicembre 1644 fu nominato vescovo di Ebron in partibus e coadiutore, con diritto di successione, del vescovo di Ginevra Giusto Guérin. Fu vescovo di Ginevra alla morte di Guérin, il 3 novembre 1645.
Nel 1657 fu eletto arcivescovo di Besançon, ma rifiutò la nomina.
Lasciò numerosi scritti.

## Genealogia episcopale
La genealogia episcopale è:
- Arcivescovo Filiberto Milliet
- Arcivescovo Antonio Provana
- Vescovo Giusto Guérin, B.
- Vescovo Carlo Augusto di Sales